# Steve Beaton
Steve Beaton (Coventry, 1964. április 5. –) angol dartsjátékos. 1991-től 2001-ig a British Darts Organisation, majd 2001-től 2024-ig a Professional Darts Corporation tagja. 1996-ban világbajnoki címet szerzett a BDO-nál. Beceneve "The Bronzed Adonis".

## Pályafutása

### BDO
Beaton 1992-ben debütált a BDO-ban, abban az időszakban, amikor még nem alakult meg a WDC (későbbi nevén PDC) szervezet. Első világbajnokságán 1992-ben még az első körben kiesett, viszont 1993-ban már egészen az elődöntőig sikerült eljutnia. Ettől az évtől kezdve lett profi dartsjátékos, és még ebben az évben sikerült megnyernie a World Masters kiemelt BDO tornát. 1994-től kezdve már kiemeltként szerepelt a világbajnokságokon.
1996-ban érte el legnagyobb sikerét a szervezetnél, amikor megnyerte a világbajnokságot a címvédő 1995-ös világbajnok Richie Burnett ellen, amellyel a BDO-világranglista 1. helyét is megszerezte. 1997-ben sem járt messze az újabb döntőbe jutástól a vb-n, de ezúttal nem sikerült továbbjutnia az elődöntőből. Beaton egészen 2001-ig volt a BDO tagja, ahol az előbb említett sikerei mellett még egy döntőbe jutást tudott felmutatni a Finder Darts Masters (akkoriban European Grand Masters) versenyen.

### PDC
Beaton 2001-től a PDC versenyein vett részt, ahol első évében a World Matchplay versenyen elért elődöntő volt a legjobb eredménye. 2002-ben a világbajnokságon a legjobb 16 közé sikerült jutnia, amit 2004-ben szintén megismételt, amelyek a legjobb eredményei is a világbajnoki részvételt illetően. A PDC kiemelt tornáin a legjobb eredménye egy döntőbe jutás volt a 2009-es Európa-bajnokságon, ahol Phil Taylor-tól kapott ki 11–3-ra. Emellett pár elődöntőbe is sikerült bekerülnie (2001 World Matchplay, 2004 World Grand Prix, 2004 UK Open, 2010 Grand Slam of Darts), melyek máig a legjobb eredményei ezeken a tornákon.
2009-ben Beaton megszerezte első tornagyőzelmét a PDC-nél, amelyet a Players Championship Nuland-i fordulóján szerzett meg. Következő tornagyőzelmét a European Tour sorozatban szerezte meg, melyet a 2013-as évi German Darts Masters versenyen szerzett meg.
Ebben az évben (2013) a világbajnokságon a második körben James Wade-től kapott ki 4–2-re. A következő két vb-n már az első körben kiesett, 2014-ben Devon Petersen ellen 3–1-re, majd Kyle Anderson ellen 3–0-ra kapott ki.
2016-ban már sikerült számára a továbbjutás az első fordulóból, de a második körben vereséget szenvedett Michael Smith-től. Beaton számára a 2017-es és 2018-as vb-n is a második kör jelentette a végállomást, ahol először James Wade-től, majd Vincent van der Voorttól szenvedett vereséget.
2017-ben a Players Championship sorozatban újabb tornagyőzelmet szerzett, amely máig az utolsó sikere a PDC-nél. Ugyanebben az esztendőben bejutott a Players Championship Finals negyeddöntőjébe, ott 10–8-ra kapott ki a walesi Jonny Claytontól.
A 2020-as világbajnokságon hosszú idő után ismét bejutott a legjobb 16 közé, azonban 4–2-re kikapott Darius Labanauskastól. Még ebben a naptári évben bejutott a World Series Finals nyolcaddöntőjébe, viszont sima 6–0-s vereséget szenvedett Rob Crosstól.
A 2024-es világbajnokságon megnyert első fordulós mérkőzése után bejelentette, hogy a 2024-es lesz az utolsó éve aktív játékosként.

## Döntői

### BDO nagytornák: 4 döntős szereplés
| Történet                   |
| BDO Világbajnokság (1–0)   |
| Winmau World Masters (1–1) |
| Zuiderduin Masters (0–1)   |

| Eredmény | Sorszám | Év   | Bajnokság            | Ellenfél a döntőben | Pontok   |
| Győztes  | 1.      | 1993 | Winmau World Masters | Les Wallace         | 3–1 (sz) |
| Döntős   | 1.      | 1994 | Winmau World Masters | Richie Burnett      | 2–3 (sz) |
| Győztes  | 2.      | 1996 | BDO Világbajnokság   | Richie Burnett      | 6–3 (sz) |
| Döntős   | 2.      | 2000 | Zuiderduin Masters   | Martin Adams        | 4–5 (sz) |

### PDC nagytornák: 1 döntős szereplés
| Eredmény | Sorszám | Év   | Bajnokság        | Ellenfél a döntőben | Pontok   |
| Döntős   | 1.      | 2009 | Európa-bajnokság | Phil Taylor         | 3–11 (l) |

1. 1 2  (l) = pontszám legekben, (sz) = pontszám szettekben.

## További tornagyőzelmei
| Players Championships - Players Championship (NUL): 2009 - Players Championship (WIG): 2017 European Tour Events - German Darts Masters: 2013 | - Belgium Open: 1993 - British Pentathlon: 1993 - Denmark Open: 1993 - Dutch Open: 1995, 1996 - Vauxhall Spring Open: 2001 - WDF Europe Cup Singles: 1994 - WDF Europe Cup Team: 1994, 1996, 1998 - WDF World Cup Team: 1993, 1995 |

## Világbajnoki szereplései

### BDO
- 1992: Első kör (vereség  Chris Johns ellen 1–3)
- 1993: Elődöntő (vereség  Alan Warriner ellen 2–5)
- 1994: Első kör (vereség  Nick Gedney ellen 2–3)
- 1995: Első kör (vereség  Dave Askew ellen 2–3)
- 1996: Győztes ( Richie Burnett ellen 6–3)
- 1997: Elődöntő (vereség  Marshall James  ellen 4–5)
- 1998: Negyeddöntő (vereség  Raymond van Barneveld ellen 0–5)
- 1999: Első kör (vereség  Steve Duke ellen 0–3)
- 2000: Második kör (vereség  Andy Fordham ellen 0–3)
- 2001: Második kör (vereség  Raymond van Barneveld ellen 2–3)

### PDC
- 2002: Második kör (vereség  John Part ellen 0–6)
- 2003: Második kör (vereség  Dave Askew ellen 3–4)
- 2004: Negyedik kör (vereség  Mark Dudbridge ellen 1–4)
- 2005: Harmadik kör (vereség  Andy Hamilton ellen 2–4)
- 2006: Első kör (vereség  Jan van der Rassel ellen 0–3)
- 2007: Második kör (vereség  Terry Jenkins ellen 3–4)
- 2008: Második kör (vereség  James Wade ellen 3–4)
- 2009: Első kör (vereség  Alan Tabern ellen 0–3)
- 2010: Második kör (vereség  Andy Hamilton ellen 1–4)
- 2011: Első kör (vereség  Mark Hylton ellen 2–3)
- 2012: Második kör (vereség  Simon Whitlock ellen 1–4)
- 2013: Második kör (vereség  James Wade ellen 2–4)
- 2014: Első kör (vereség  Devon Petersen ellen 1–3)
- 2015: Első kör (vereség  Kyle Anderson ellen 0–3)
- 2016: Második kör (vereség  Michael Smith ellen 2–4)
- 2017: Második kör (vereség  James Wade ellen 1–4)
- 2018: Második kör (vereség  Vincent van der Voort ellen 0–4)
- 2019: Második kör (vereség  Chris Dobey ellen 0–3)
- 2020: Negyedik kör (vereség  Darius Labanauskas ellen 2–4)
- 2021: Első kör (vereség  Diogo Portela ellen 0–3)
- 2022: Második kör (vereség  Kim Huybrechts ellen 1–3)
- 2023: Első kör (vereség  Danny van Trijp ellen 0–3)
- 2024: Második kör (vereség  Daryl Gurney ellen 1–3)